# Rüdiger von Baehr
Rüdiger von Baehr (* 11. September 1941 in Landsberg an der Warthe; † 21. Juni 2012 in Berlin) war ein deutscher Internist und Immunologe. Von 1983 bis 1994 war er Direktor des Instituts für medizinische Immunologie der Charité in Berlin. Mit Niels Sönnichsen war er einer der führenden AIDS-Forscher der DDR.

## Leben
Rüdiger von Baehr wurde 1941 in Landsberg an der Warthe geboren und absolvierte ein Studium der Medizin, das er 1967 mit einer Promotion zum Thema „Vergleich der Ausbildung und des Erlöschens eines bedingten Fluchtreflexes bei Ratten am Beispiel der Wirkung von 0,1 mg/kg Reserpin auf beide Mechanismen“ an der Universität Leipzig abschloss. Anschließend war er an der dortigen Medizinischen Klinik als wissenschaftlicher Assistent und zur Ausbildung zum Facharzt für Innere Medizin tätig. Er wechselte später als wissenschaftlicher Mitarbeiter an das Institut für Impfstoffe der Akademie der Landwirtschaftswissenschaften der DDR (AdL) in Dessau.
Im Jahr 1975 wurde er an der Universität Leipzig nach Anfertigung der Habilitationsschrift „Die Rezeptoren von Lymphozyten und ihre Bedeutung für die Immunregulation“ im Fach „Medizinische Immunologie“ habilitiert. Vier Jahre später folgte die Ernennung zum Professor an der AdL. 1983 wurde er ordentlicher Universitätsprofessor für medizinische Immunologie an der Humboldt-Universität zu Berlin und Direktor des Instituts für medizinische Immunologie der Charité. Ab 1994 war er als niedergelassener Internist in Berlin tätig und darüber hinaus Mitglied des wissenschaftlichen Beirats von labordiagnostischen Einrichtungen in Frankfurt (Oder) und Greifswald. Er starb 2012 in Berlin.

## Wissenschaftliches Wirken
Schwerpunkte der Forschungsaktivitäten von Rüdiger von Baehr waren die Immunschwächekrankheit Aids und andere Immundefekte. Darüber hinaus beschäftigte er sich mit der Rolle von T-Lymphozyten bei Infektionskrankheiten und Allergien, immunologischen Aspekten bei Krebserkrankungen sowie der immunologischen Diagnostik. Ab 2006 gehörte er dem Vorstand der Deutschen Borreliose-Gesellschaft an, als deren dritter Vorsitzender er bis zu seinem Tod fungierte.

## Auszeichnungen
Rüdiger von Baehr erhielt 1977 gemeinsam mit anderen Wissenschaftlern den Nationalpreises der DDR II. Klasse für Wissenschaft und Technik und war ab 1990 korrespondierendes Mitglied der Akademie der Wissenschaften der DDR. Von 1993 bis 1998 gehörte er der Leibniz-Sozietät an.

## Werke (Auswahl)
- Monoklonale Antikörper: Anwendung in der Medizin. Wien und New York 1989
- Chronic-fatigue-Syndrom (CFS): Ein Überblick mit Hinweisen zur Labordiagnostik. Bonn 2000